# اندیس چومول
چومول یک اندیس فلزی است که در حوالی شهر جیرنده استان گیلان قرار دارد و مادهٔ معدنی موجود در آن، سرب و روی است.